# Olimpiada Centroamericana
La Olimpiada Centroamericana de 1924 (oficialmente denominada Olimpiada Centroamericana), se realizó en el marco de la inauguración del Estadio Nacional de Costa Rica, teniendo como antecedente a los Juegos Centroamericanos de 1921, celebrados en Guatemala. En septiembre de 1923 le tocaba a El Salvador organizar las siguientes olimpiadas, pero por inconveniencias de última hora estas no se llevaron a cabo. En 1925 le tocaría a Costa Rica, pero como no se realizaron las de 1923 se decidió adelantar las olimpiadas en Costa Rica para 1924. Esta decisión fue tomada por la Municipalidad de San José el 19 de septiembre de 1924.

## Antecedente de los Juegos Centroamericanos y del Caribe

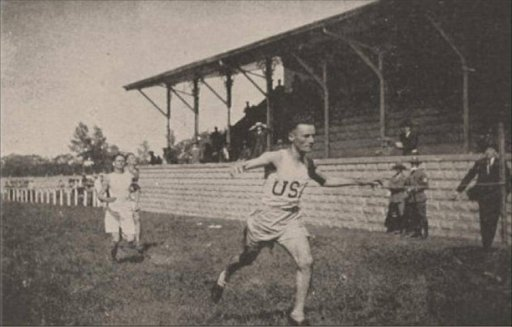
Gonzalo Moreno, de la Zona del Canal gana la carrera de 800 metros planos, en la Olimpiada Centroamericana.

Los Juegos Centroamericanos de 1921, en Guatemala, así como la Olimpiada Centroamericana de 1924, y su tremendo éxito en la edición de 1924, conllevarían a los I Juegos Centroamericanos y del Caribe, con los cuales iniciaría una tradición.

## Países participantes
Una vez que el Comité estaba organizado se mandaron invitaciones a Guatemala, Honduras, El Salvador, Nicaragua, México, Cuba y la Zona del Canal de Panamá. México y Cuba respondieron que no podían participar. Guatemala, Honduras, El Salvador, no pudieron estar debido al azote de la fiebre amarilla.
Al final participarían tres delegaciones: Costa Rica, Zona del Canal de Panamá, y, Nicaragua. Costa Rica y la representación de la Zona del Canal fueron los únicos participantes en los eventos de atletismo. Estos se programaron con la inauguración del Estadio Nacional el 29 de diciembre; el desfile y juramentación olímpica el 30 de diciembre. Ese mismo día comenzaron los concursos atléticos y finalizaron el 1 de enero de 1925.
| - Costa Rica (CRC) - Zona del Canal de Panamá (USA) - Nicaragua (NCA) |

## Medallero de Atletismo
- Nota: Nicaragua no participó de las pruebas de atletismo
- Sin datos sobre los terceros lugares

| Evento                                | Oro                                                                                    | Plata                                                                            | Bronce |
| ------------------------------------- | -------------------------------------------------------------------------------------- | -------------------------------------------------------------------------------- | ------ |
| 100 Metros Planos                     | Ángel Vásquez (Zona del Canal de Panamá)                                               | Ralph P. Roberts (Zona del Canal de Panamá)                                      |        |
| 400 Metros Planos                     | Enrique Láprade (Costa Rica)                                                           | Miguel Sierra (Zona del Canal de Panamá)                                         |        |
| 800 Metros Planos                     | Gonzalo Moreno (Zona del Canal de Panamá)                                              | Mario Chamberlain (Costa Rica)                                                   |        |
| 1.500 Metros Planos                   | Antonio Rodríguez (Costa Rica)                                                         | Gonzalo Moreno (Zona del Canal de Panamá)                                        |        |
| 10.000 Metros Planos                  | Antonio Rodríguez (Costa Rica)                                                         | Antonio Caballero (Zona del Canal de Panamá)                                     |        |
| Carrera de Relevos 800 Metros Planos  | Zona del Canal de Panamá Miguel Sierra Frank Rosa Ralph P. Roberts Ángel Vásquez       | Costa Rica Enrique Láprade Guillermo Holst Mario Chamberlain Felipe Van Der Laat |        |
| Carrera de Relevos 1500 Metros Planos | Zona del Canal de Panamá Gonzalo Moreno Manuel Angueira Ralph P. Roberts Ángel Vásquez | Costa Rica Enrique Láprade Gastón Michaud Mario Chamberlain Felipe Van Der Laat  |        |
| Carrera de Vallas 110 Metros          | Enrique Láprade (Costa Rica)                                                           | Ralph P. Roberts (Zona del Canal de Panamá)                                      |        |
| Salto a lo Alto con impulso           | Ángel Vásquez (Zona del Canal de Panamá)                                               | Gastón Michaud (Costa Rica)                                                      |        |
| Salto a lo Alto sin impulso           | Ángel Vásquez (Zona del Canal de Panamá)                                               | Harry La Frantz (Zona del Canal de Panamá)                                       |        |
| Salto a lo Largo con impulso          | Ángel Vásquez (Zona del Canal de Panamá)                                               | Harry La Frantz (Zona del Canal de Panamá)                                       |        |
| Salto a lo Largo sin impulso          | William J. Watson (Zona del Canal de Panamá)                                           | Álvaro Castro Rawson (Costa Rica)                                                |        |
| Salto con Pértiga                     | Ángel Vásquez (Zona del Canal de Panamá)                                               | Gastón Michaud (Costa Rica)                                                      |        |
| Triple Salto con impulso              | Álvaro Castro Rawson (Costa Rica)                                                      | Ángel Vásquez (Zona del Canal de Panamá)                                         |        |
| Lanzamiento de Jabalina               | Robert A. McDonald (Zona del Canal de Panamá)                                          | Ángel Vásquez (Zona del Canal de Panamá)                                         |        |
| Lanzamiento de Disco                  | H. Floyd (Zona del Canal de Panamá)                                                    | Robert A. McDonald (Zona del Canal de Panamá)                                    |        |
| Tiro de Peso                          | Robert A. McDonald (Zona del Canal de Panamá)                                          | Ángel Vásquez (Zona del Canal de Panamá)                                         |        |
| Tiro del Martillo                     | Egon Holst (Costa Rica)                                                                | H. Floyd (Zona del Canal de Panamá)                                              |        |